# Патті Сміт
Патті (Патриція Лі) Сміт (англ. Patricia Lee «Patti» Smith; нар. 30 грудня 1946, Чикаго, Іллінойс, США) — американська авторка-виконавиця, композиторка, музикантка, письменниця, візуальна мисткиня, перформерка, кінорежисерка та правозахисниця. Її називають «панк-поетом-лауреатом», «хрещеною матір'ю панк-року». У 2007 році введена до Зали слави рок-н-роллу.

## Ранні роки:Іллінойс,Нью-Джерсі
Народилася в Чикаґо в родині ірландського походження, отримала католицьке виховання. Мати Беверлі Сміт, колишня джазова співачка, працювала офіціанткою, батько Ґрант Сміт — машиністом на заводі. У родині було четверо дітей: Паті - найстраша, сестра Лінда (нар. 1948), брат Тодд (1951—1994) і молодша сестра Кімберлі. У 1951 родина переїхала до Філадельфії (район Джермантаун), згодом до містечка Пітмен ( Нью-Джерсі ), а в 1957 — до Вудбері (Нью-Джерсі). Закінчила "вищу школу" в Дептфорд Тауншип (1964). У підлітковому віці Патті не була надто соціалізованою, більшість вільного часу проводила вивчаючи творчість Пікассо, Модільяні (навіть хотіла стати художницею), біографію Жанни д'Арк, поезію Артура Рембо. В університеті  майбутня ікона панк-культури захоплювалась блюзом і рок-н-ролом — The Beatles, The Rolling Stones, особливо Бобом Діланом. Вступила до державного педагогічного коледжу в Ґлассборо (тепер Університет Ровена), грала в любительських театральних постановках, влітку працювала на фабриці.
Проте наприкінці серпня 1966 р. Патті випадково завагітніла. Її виключили з коледжу, дитину вона віддала на всиновлення. Працювала на поліграфічній фабриці. За час роботи там назбирала достатньо грошей, щоб переїхати в Нью-Йорк.  
Наприкінці червня 1967 її звільнили з роботи. 3 липня Сміт, попрощавшись із батьками, купила квиток на філадельфійський автобус до Брукліна. З собою взяла збірку «Осяяння» Рембо.

## Нью-Йорк: богема, «просто діти»
Майбутня співачка в першу чергу намагалася знайти друзів, які навчалися в бруклінському відділенні мистецького Інституту Пратта. Їх вона не знайшла, проте зустріла нового мешканця Роберта Меплторпа, який теж навчався в Інституті Пратта і з ким доля зведе її згодом. Ночувати довелося на вулиці; упродовж наступних кількох тижнів вела жебрацьке життя в Брукліні й на Мангеттені, ночувала в Сентрал парку, деколи просилася до друзів з Інституту Пратта в Брукліні. Пізніше у своїх спогадах «Just Kids» ("Просто діти"), що вийшли друком 2010 р., вона буде згадувати ті часи і свої провінційні манери. Життя Патті Сміт змінилося, коли її взяли в книгарню «Brentano's» на Мангеттені. Там вона вдруге зустрілася з Робертом Меплторпом, який на той час покинув навчання в Інстиуті Пратта, і відтоді вони стали жити разом. Працювали в «Brentano's» на Мангеттені, житло винаймали в Брукліні, хоча умови життя були скрутні. Патті також працювала продавчинею іграшкового магазину, а з січня 1968 — у книгарні «Strand and Scribner’s» на Мангеттені. 
На дівчину значно вплинула поезія Вільяма Блейка. У березні 1968-го, побувавши на виступі The Doors, відчула, що змогла б так само, як Джим Моррісон. Десь після того їй подарували платівку The Byrds,пісня з якої «So You Want to Be a Rock ’N’ Roll Star» стала знаковою для Патті. 
Стосунки з Робертом ставали дедалі заплутанішими, адже фотографу приписували нетрадиційну сексуальну орієнтацію. У Патті був короткочасний роман із художником Говардом Майлзом; згодом вона переселилася жити окремо. У вересні Роберт, відновивши навчання в Інституті Пратта, подався на короткий час до Сан-Франциско у пошуках нових вражень. Патті, аби подолати душевну кризу, разом із молодшою сестрою Ліндою подалася до Парижа.Там вона вчилася малювати, приєдналася до трупи вуличних музикантів. Дуже переживала з приводу загибелі Браяна Джонса із The Rolling Stones. Запідозривши, що Роберт захворів, 21 липня 1969 р. повернулася до Нью-Йорка і на Мангеттені знайшла Меплторпа. Вони знову поселилися разом, поклявшись ніколи не забувати одне про одного. За короткий час осіли в готелі «Челсі», Патті повернулася до роботи в книгарні «Strand and Scribner’s».
У цей період вона познайомилася з письменником Біт Дженерейшн Вільямом Барроузом, у серпні 1969-го поряд у кафе «Ель Кіхоте» вперше зустріла Дженіс Джоплін, Джимі Гендрікса, Грейс Слік із музикантами Jefferson Airplane, Country Joe and the Fish, відчувши спорідненість із ними, хоча й не знала, що ті їхали на Вудсток. Наприкінці жовтня або в листопаді 1969-го в кафе з Патті познайомився Аллен Гінзберг, випадково прийнявши її за хлопця. 
Досить довго їм не вдавалося зблизитися з богемним середовищем нічного клубу «Max's Kansas City», де раніше збиралися учасники «Фабрики» Енді Воргола, згодом Боб Ділан, Дженіс Джоплін, Ніко з музикантами The Velvet Underground. Врешті у листопаді на них звернув увагу музичний критик і продюсер Денні Філдс (н. 1939), який перед тим відкрив для публіки прото-панк-гурти MC5 і The Stooges, ставши менеджером останньої, а згодом — менеджером Ramones. У січні 1970 Патті познайомилася зі Стівом Полом (1941—2012), менеджером блюз-гітариста Джонні Вінтера, засновником лейбла «Blue Sky Records», керівником (у 1964—1970) нічного рок-клубу «The Scene». 
У лютому 1970 разом з Меплторпом вона вперше потрапила на «Фабрику» Воргола, яка вже 2 роки як переїхала на Юніон-сквер. Після знайомства з ними Патті змінєю імідж, апелюючи до образу Кіта Річардса з The Rolling Stones. У травні 1970 її запросили на роль у виставі «Фатальна жінка» експериментального андеграундного театру La MaMa в Іст-віллідж, автором був актор-транссексуал Джекі Кертіс (1947—1985), з яким Патті познайомилася в «Max's Kansas City». Приблизно в той період Патті познайомилася з Ґреґорі Корсо, а також із Боббі Ньювіртом (н. 1939), музичним партнером Ділана. Корсо наближує її до «Поетичного Проєкту із церкви Святого Марка», в рамках якого 1966 проводилися поетичні читання у церкві Святого Марка в Іст-віллідж і де брали участь найвідоміші поети. Під їхнім впливом Патті інтенсивно працює над власною поезією. Щоб заробити на життя, пише музичні рецензії на альбоми маловідомих рок-гуртів до журналу «Кродедді», «Rolling Stone» та «Circus».   
Від 31 травня 1970 Патті з Робертом знову жили окремо. 
У червні 1970 завдяки Боббі Ньювірту Патті познайомилася з Тоддом Рандґреном, у них зав'язуються близькі стосунки, а також із Дженіс Джоплін. У цей час на смаки Сміт сильно вплинула творчість The Velvet Underground, які виступали в «Max's Kansas City». Тоді ж драматург Тоні Інґрассія запросив її на роль у своїй виставі "Острів" у театрі La Mama.
У липні 1970 разом з Робертом Меплторпом відвідують вечір Джима Керролла. Патті та Джиму припусували закоханість. Під впливом Керролла Патті стала відточувати власну поезію і вирішила читати її під гітару, а театр покинути. 28 серпня її запросили на вечірку з нагоди відкриття студії Джимі Гендрікса «Electric Lady», де Патті познайомилася з Гендріксом. У жовтні 1970 вона зійшлася з популярним драматургом Семом Шепардом (1943—2017), який співпрацював з театром La Mama і був барабанщиком гурту The Holy Modal Rounders. Майбутня панк-ікона дала йому прізвисько «Cowboy Mouth» ("Ковбойський язик"). Між ними виникли стосунки, попри те, що Сем був одружений. 
За участі Роберта 10 лютого 1971 Патті вперше взяла участь у поетичних читаннях у церкві Святого Марка, виступивши на розігріві у поета Джерарда Маланґи, який 2 місяці тому покинув «Фабрику» Воргола заради занять фотографією. За порадою Сема Шепарда запросила акомпонувати собі на електрогітарі Ленні Кея ( Lenny Kaye), з яким познайомилася, прочитавши в музичній антології його статтю про акапельний спів. Цей вечір став знаковим й одразу приніс успіх поетці. Покинула роботу в книгарні «Strand and Scribner’s» і перейшла секретаркою до Стіва Пола. 29 квітня 1971 р. в одному з бродвейських театрів була поставлена її п'єса «Cowboy Mouth», написана у співавторстві з Семом Шепардом на його автобіографічному матеріалі. Патті буля задіяна там як одна з акторок. 
З Шепардом вони розлучилися в травні 1971 р. 
У вересні 1971 року Патті дебютувала як поетеса на шпальтах журналу «Creem». 
У період після смерті Еді Седжвік, однієї з ікон 1960-их, музи Енді Воргола і королеви «Фабрики», Патті перейшла до експресивнішого читання своєї поезії. Один із присутніх на першому виступі в церкві Святого Марка музичний критик Сенді Перлмен наполегливо радив їй співати, вбачаючи в Патті фронтвумен рок-групи. Він познайомив її з Алленом Ланьєром (1946—2013) — клавішником і менеджером Blue Öyster Cult, з яким у Патті зав'язалися романтичні стосунки. 
У 1972 році в невеликому видавництві «The Telegraph Books» у Філадельфії вийшла перша поетична збірка Патті Сміт «Seventh Heaven» («Сьоме небо»). 
Певний час Патті ще працювала у книгарні «Strand and Scribner’s» і виступала на театральній сцені у постановці п'єси Тоні Інграссія «Ідентичність», проте у 1973 остаточно вирішила покинути все задля виступів по літературних кав'ярнях, барах і галереях із власною поезією. Їй часто доводилося долати ворожу налаштованість публіки до себе, що додало специфіки, певної агресивності в іміджі. 13 липня 1973 відбувся успішний вуличний виступ Патті Сміт у пам'ять Джима Моррісона. 
У вересні 1973 вийшла друга поетична збірка «Witt», позначена більшим впливом Рембо і французьких символістів. У зв'язку з цим Патті вирішила у жовтні 1973 відвідати батьківщину Рембо Шарлевіль. 10 листопада 1973 р. у день смерті Рембо Патті Сміт влаштувала перший виступ із серії «Rock’n’Rimbaud» («Рок і Рембо»), відновивши співпрацю з Ленні Кеєм. Підшукувала піаніста, щоб надати виступам імпровізаційного характеру. 1 березня 1974 з Патті і Кеєм починає співпрацювати 19-річний Річард Сол (Richard Sohl) (1953—1990).  

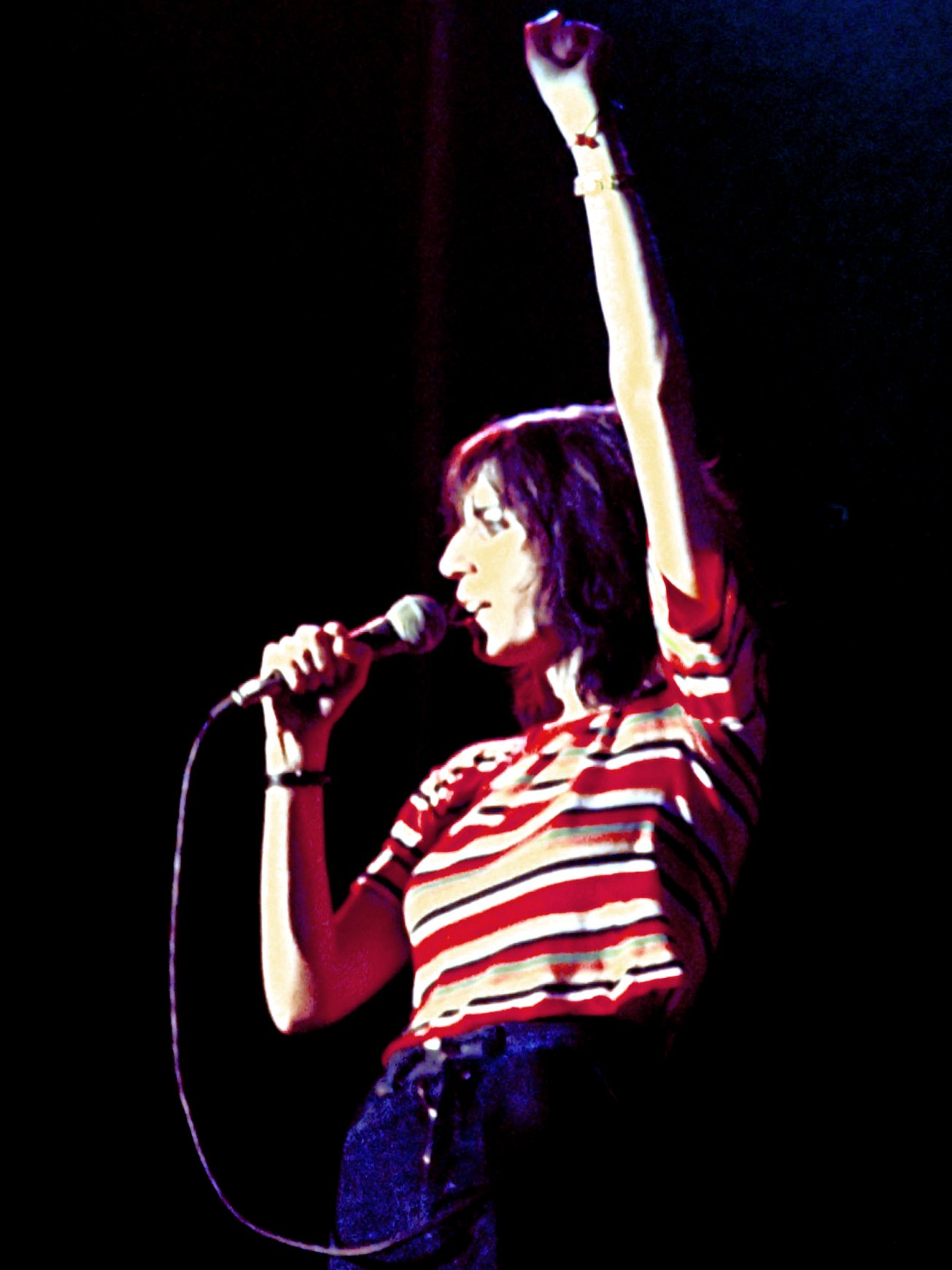
Копенгаген, 1976

## Нью-Йорк: хрещена матипанку
14 квітня 1974 року Патті Сміт разом із Ленні Кеєм уперше відвідала клуб CBGB, відкритий 10 грудня 1973 р. в Іст-віллідж; її запросив Річард Гелл (Richard Hell) (н. 1949), один із зачинателів панку, який виступав у складі рок-гурту Television. Стиль Television вплинув на подальшу музичну творчість Патті Сміт, з його лідером Томом Верленом (н. 1949) у неї виникли романтичні стосунки. 5 червня 1974 за участі Тома Верлена і на кошти Роберта Меплторпа Патті разом із Ленні Кеєм і Річардом Солом записала перший сингл «Hey Joe / Piss Factory» на студії Джимі Гендрікса «Electric Lady». Наприкінці 1974 або на початку 1975 до них приєднався бас-гітарист Іван Крал (н. 1948), еміґрант з Чехословаччини, учасник Angel & The Shak (майбутньої Blondie), і в такому складі група, починаючи з 14 лютого 1975 року, місяць з гаком виступала на сцені CBGB спільно з Television. У цей період вони відшліфували власний стиль, що знаменувало народження панк-року; клуб CBGB став першою його сценою. Десь тоді Патті порвала з Алленом Ланьєром. 
7 травня 1975 вона підписала контракт із лейблом «Arista Records». У червні 1975-го до них приєднався барабанщик Джей Ді Догерті (н. 1952), який досі виступав із групою  Mumps, і таким чином склад Patti Smith Group сформувався остаточно.  
У вересні—жовтні 1975 на студії «Electric Lady» Patti Smith Group записала свій перший альбом «Horses», виданий 13 грудня 1975 лейблом «Arista Records». Продюсером був Джон Кейл. В запису брали участь Том Верлен та Аллен Ланьєр. На обкладинці вміщено знамените фото Сміт, зроблене Робертом Меплторпом. Стиль музики позначений енергійністю, мінімалізм, у музичному плані він виростає з творчості The Doors, The Velvet Underground, груп гаражного року. Проте головна роль все ще належить текстам, деякі з них присвячені Артюрові Рембо, Джимові Моррісону, Джимі Гендріксу. Критикиня Вільям Рульманн охарактеризував альбом як «своєрідний гібрид, типу поет-бітник танцює — кажучи її ж [Патті] словами, — під звичайну рок-н-рольну пісню». Альбом здобув значний успіх у критики і став віхою в розвитку панку. У 2003 році його включили до списку 500 найбільших альбомів всіх часів за версією журналу Rolling Stone під 44 номером.
Після американського і європейського турне у жовтні 1976 року вийшов другий альбом «Radio Ethiopia» (продюсер Джек Дуглас, «Arista Records»). На звороті обладинки вміщено заклик «Свободу Вейну Крамеру» (гітаристу детройтського гурту МС5, ув'язненому за звинуваченням у причетності до наркобізнесу). Попри те, що альбом зробили більш комерційним, музику — жорсткішою, примітивнішою, критика зустріла його прохолодно. 
Скоро кар'єру Патті Сміт перервав нещасливий випадок. 23 січня 1977 року під час виступу в Тампі, штат Флорида вона впала зі сцени в оркестрову яму, зламавши 2 шийні хребці. Вимушена перерва тривала рік; за це час Сміт створила і в 1978 видала поетичну збірку «Babel».  
У липні 1977 року вона повернулася на сцену; наступного року записала третій альбом «Easter» («Великдень»), випущений «Arista Records» 3 березня 1978. Він став комерційно найуспішнішим, відзначається різноманітністю музичних стилів, поряд із рок-н-ролом присутні фольк, поп, читання поезії; найбільшу популярність здобула поп-балада «Because The Night», написана у співавторстві з Брюсом Спрінгстіном), яка зайняла 5 місце у британських чартах і 13 — у США. 
Однак наступний лонгплей «Wave», який вийшов 19 травня 1979 і спродюсований Тоддом Рандґреном, не досягнув подібного успіху, попри добру роботу продюсера. 
Навесні 1979 року Сміт зійшлася з Фредом «Соніком» Смітом (1948—1994), якому присвятила пісню «Frederick», записану на альбомі «Wave», котра здобула певну популярність. На той час вони жили на батьківщині Фреда у Детройті. Панк-рок вийшов з андеґраунду, набувши ознак «корпоративного року». Після виступу у Флоренції Патті Сміт заявила про розпад гурту, маючи намір зосередитися на родинному житті.

## Детройт: родинне життя
1 березня 1980 Патті Сміт офіційно взяла шлюб із Фредом «Соніком» Смітом і осіла в Мічигані, на тривалий час покинувши музичну діяльність. 
1988 року вона записала альбом «Dream Of Life» з гуртом у складі Річарда Сола, Джея Ді Догерті, Фреда «Соніка» Сміта і Касіма Салтена (Kasim Sultan) — гітара. 
Проте у 1990-му у 37-річному віці від серцевого нападу помер Річард Сол, у 1994 році не стало Фреда «Соніка» Сміта і молодшого брата Тодда. Це стало важким ударом для співачки. 

## Повернення на сцену
1995 року Патті Сміт нагадала про себе участю у фестивалі «Lollapalooza», а в наступні два роки записала два чергові альбоми, продовживши активну творчу діяльність.

## Активізм
4 листопада 2005 року брала участь у скандально відомому телешоу італійського співака Адріано Челентано «Рок-політика».
У 2018 р. підписала звернення Американського ПЕН-центру на захист українського режисера Олега Сенцова, політв'язня у Росії.
Під час Російського вторгнення в Україну (2022) висловила підтримку Україні. «Це те, що я відчуваю уві сні, і те, що цілий день крутиться у моїй голові, як трагічний хіт. Сирий переклад гімну України, який народ співає крізь зухвалі сльози», — написала вона у своїй сторінці у соціальній мережі .

## Дискографія
| Студійні альбоми - Horses (1975) - Radio Ethiopia (1976) - Easter (1978) - Wave (1979) - Dream of Life (1988) - Gone Again (1996) - Peace and Noise (1997) - Gung Ho (2000) - Trampin' (2004) - Twelve (2007) | Інші альбоми - Hey Joe / Radio Ethiopia (1977) - Set Free (1978) - The Patti Smith Masters (1996) - Land (2002) - Horses/Horses (2005) - iTunes Originals (2008) |